# ريتا لي
ريتا لي (بالإنجليزية: Rita Lee)‏ (و. 1947  م) هي مغنية، وموسيقية، وملحنة، وعازفة قيثارة، وعازفة بيانو، وكاتبة للأطفال، وكاتِبة برازيلية، ولدت في ساو باولو.

## التعليم
تعلمت في جامعة ساو باولو.

## جوائز
حصلت على جوائز منها:
- وسام الاستحقاق الثقافي [الإنجليزية]‏ (2003).

## روابط خارجية
- ريتا لي على موقع IMDb (الإنجليزية)
- ريتا لي على موقع ميوزك برينز (الإنجليزية)
- ريتا لي على موقع أول ميوزيك (الإنجليزية)
- ريتا لي على موقع ديسكوغز (الإنجليزية)
- ريتا لي على موقع قاعدة بيانات الفيلم (الإنجليزية)